# Línea 2 (Salamanca de Transportes)
La línea 2 de la red de Autobuses urbanos de Salamanca une el Barrio de Pizarrales con la plaza de San Julián, en el centro de la ciudad.

## Características
La línea 2 enlaza el Barrio de Pizarrales con el centro de la ciudad (plaza de San Julián) en aproximadamente 20 minutos en la ida y 10 minutos en la vuelta. Anteriormente esta línea tenía servicios que continuaban desde la plaza del Mercado hasta Cabrerizos primero y la carretera de Aldealengua después mientras que en el otro extremo de la línea llegaba hasta el cementerio de la ciudad. El recorrido hasta el cementerio fue sustituido por la ampliación del recorrido de la línea 4 mientras que el que realizaba hasta la carretera de Aldealengua fue parcialmente absorbido por la línea 10 en el año 2013.
Esta línea se trata de una de las 5 líneas originales que comenzaron a dar servicio en el año 1987 con el recorrido Pizarrales-Cabrerizos.
Al igual que el resto de las líneas urbanas de la ciudad de Salamanca, está operada por Salamanca de Transportes, perteneciente a Grupo Ruiz

### Frecuencias
| Lunes a viernes laborables |                |
| de 7:20 a 22:50            | cada 10-15 min |
| Sábados laborables         |                |
| de 8:20 a 22:50            | cada 10-15 min |
| Domingos y festivos        |                |
| de 9:40 a 22:40            | cada 20-30 min |

## Recorrido y paradas

### Sentido San Julián
La línea inicia su recorrido en la parte alta de la carretera de Ledesma, en dirección salida de la ciudad, aunque al poco de salir realiza un cambio de sentido en la glorieta del Obispo Mauro Rubio para poder discurrir por la misma vía sentido centro ciudad. Recorre la carretera de Ledesma, eje vertebrador del Barrio de Pizarrales, hasta el cruce con la calle de Valverdón, desde donde tras un giro y cambio de sentido en la glorieta de San Juan Bosco, enfila la avenida de Villamayor, la cual recorre hasta su final en el paseo de Carmelitas, a la altura del Hospital de la Santísima Trinidad.
Una vez llegado el recorrido al paseo de Carmelitas, continúa por él sin realizar paradas hasta la Puerta de Zamora, desde donde encara la avenida de Mirat, por donde llegará hasta la plaza de España para girar y bajar por Gran Vía hasta su cruce con la calle Correhuela, donde girará de nuevo para poder llegar al final de la línea mediante la calle Portales de Camiñas, desembocando en la plaza de San Julián.
| Código | Parada                          | Común con    | Otros                                 |
| ------ | ------------------------------- | ------------ | ------------------------------------- |
| 291    | Carretera de Ledesma, 172       |              |                                       |
| 44     | Carretera de Ledesma, 101       | 15           | Transporte Metropolitano de Salamanca |
| 45     | Carretera de Ledesma, 63        | 15           |                                       |
| 46     | Carretera de Ledesma, frente 52 | 15           | Transporte Metropolitano de Salamanca |
| 47     | Calle de Valverdón, s/n         | 15           |                                       |
| 257    | Avenida de Villamayor, 73       | 13           | Transporte Metropolitano de Salamanca |
| 258    | Avenida de Villamayor, 31       | 13           | Transporte Metropolitano de Salamanca |
| 48     | Avenida de Villamayor, 1        | 13           |                                       |
| 41     | Avenida de Mirat, 43            | 6 9 10 11 13 | Transporte Metropolitano de Salamanca |
| 42     | Avenida de Mirat, 13            | 6 9 10 11 13 |                                       |
| 4      | Plaza del Empresario, s/n       | 1 3 4 8 9    |                                       |
| 266    | Plaza de San Julián, 6          |              |                                       |

### Sentido Pizarrales
La línea inicia su recorrido en la plaza de San Julián, junto a la Gran Vía. Nada más salir, realiza un giro a la izquierda para incorporarse a esta última calle, que la seguirá hasta la plaza de España, donde girará de nuevo a la izquierda para encarar la avenida de Mirat hasta la Puerta de Zamora.
Tras atravesar la Puerta de Zamora, el recorrido se aleja al de la ida, ya que sube por la avenida de Italia, desembocando en el inicio de la carretera de Ledesma, donde se vuelve a juntar con el recorrido de la ida. Por último recorre hasta el final la carretera de Ledesma, acabando a la altura del cruce con la calle Oropéndola, donde tiene la cabecera de la ida.
| Código | Parada                    | Común con    | Otros                                 |
| ------ | ------------------------- | ------------ | ------------------------------------- |
| 266    | Plaza de San Julián, 6    |              |                                       |
| 28     | Gran Vía, 25              | 1 3 4 8 9    |                                       |
| 33     | Avenida de Mirat, 22      | 6 9 10 11 13 |                                       |
| 63     | Avenida de Italia, 4      |              | Transporte Metropolitano de Salamanca |
| 64     | Avenida de Italia, 46     |              |                                       |
| 65     | Carretera de Ledesma, 12  |              |                                       |
| 66     | Carretera de Ledesma, 52  | 15           | Transporte Metropolitano de Salamanca |
| 67     | Carretera de Ledesma, 84  | 15           |                                       |
| 68     | Carretera de Ledesma, 140 | 15           | Transporte Metropolitano de Salamanca |
| 291    | Carretera de Ledesma, 172 |              |                                       |